# Небојша Поповић (кошаркаш)
Небојша Поповић (Ириг, 8. фебруар 1923 — Београд, 20. октобар 2001) био је кошаркашки играч, тренер, репрезентативац Југославије и дугогодишњи функционер у кошаркашком спорту. Један је од твораца кошаркашке секције Црвене звезде и предводник генерације која је освојила десет узастопних шампионских титула Југославије.
Небојша Поповић је најзаслужнији за велику експанзију кошарке у бившој СФРЈ. Својевремено дугогодишњи генерални секретар ФИБА, Борислав Станковић, рекао да је „Небојша Поповић био покретач свега“, а један од наших најбољих и најтрофејнијих тренера свих времена Ранко Жеравица „да је Небојша Поповић отац Југословенске кошарке“.

## Детињство и младост
Рођен је 8. фебруара 1923. године у Иригу, од оца Николе, инжењера шумарства, и мајке Ђурђице. Као дечак са породицом је живио у Ријеци, где је почео да се бави ватерполом као голман. За кошарку га је заинтересовао славни ватерполиста Божо Гркинић.
Потом се преселио у Београд, где је 1940. године завршио Трећу мушку гимназију, као најмлађи матурант у Краљевини Југославији, а у годинама након рата и Правни факултет Универзитета у Београду и Новинарску и дипломатску високу школу у Београду (једна од претеча Факултет политичких наука).

## Каријера

### Црвена звезда
Један је од оснивача Кошаркашког клуба Црвена звезда, са чланском картом бр. 1. Чланску карту са истим бројем је преузела његова ћерка Звездана 2015. године, након обнављања чланства. Личним трудом са осталим ентузијастима попут Боре Станковића подигао је кошеве на Малом Калемегдану, месту где ће Црвена звезда играти дуги низ година, а где јој је и данас седиште. Играчка и тренерска каријера му се преплићу, јер је истовремено и играч и тренер у првим послератним годинама. Учествовао је у освајању 10 узастопних шампионских титула Југославије. Небојша је био капитен и најбољи стрелац Црвене звезде у три сезоне 1946. (65 поена на седам утакмица), 1947. (146 поена у девет мечева — просек 16,2 по мечу, сјајан за то време) и 1949. (163 поена на 18 утакмица). За Црвену звезду је одиграо 58 такмичарских утакмица и постигао 518 поена (просек 8,9 поена по мечу).
Играчку каријеру провео је у Црвеној звезди (1945—1951) а једно време је наступао и за италијанску екипу Галатарзе током 1952. године.
Подједнако успешан био је и као тренер у женској конкуренцији, а са ЖКК Црвена звезда освојио је седам шампионских титула (1946—1952), што га са 17 титула првака државе сврстава у ред наших најуспешнијих тренера свих времена.

### Репрезентација
Одиграо је 39 утакмица за репрезентацију Југославије (1946—1952). Учествовао на Светском првенству у Буенос Ајресу 1950. Остало је забележено да је Небојша постигао први кош на Светским првенствима, а у Аргентини био и играч и тренер „плавих“. Играо је и на Европском првенству у Прагу 1947. године.

### Функционер
По завршетку играчке и тренерске каријере, постаје генерални секретар Југословенског олимпијског комитета (ЈОК), члан је Техничке комисије ФИБА 35 година, председник Комисије ФИБА за међународна такмичења, председник Кошаркашког савеза Београда (КСБ), председник Кошаркашког савеза Србије (КСС; 1982—1983) и председник Кошаркашког савеза Југославије (КСЈ; 1985—1987). Био је главни и одговорни уредник Југословенске радио-телевизије (ЈРТ). Више од четири деценије радио је као дописник из Београда за реномирани италијански спортски дневник „Газета дело Спорт”.

## Признања
ФИБА му је 1997. уручила Орден части, а Међународни олимпијски комитет (МОК) га је одликовао престижном наградом „Спортска универзалност“. У Алкобендасу, предграђу Мадрида, Шпанија, 1. марта 2007. године, отворена је Кућа славних Међународне кошаркашке организације. Заједно са још 38 личности било је и 5 кошаркашких играча, тренера, судија и кошаркашких радника из Србије, који су задужили кошаркашки спорт. Међу њима је и Небојша Поповић.